# Bold
Bold va ser un grup de música hardcore del comtat de Westchester, el qual, juntament amb a bandes com Youth of Today i Side By Side, formà part de la Youth Crew i influencià l'escena straight edge. El grup es va anar orientant a un so més rock en els seus darrers anys.

## Història
Al començament, amb el nom de Crippled Youth, la banda es va formar a Katonah, amb Matt Warnke (veu), Tim Brooks (baix) i Drew Thomas (bateria). Després d'un parell de concerts amb Matt tocant també la guitarra, decidiren fitxar al guitarrista John «Zulu» Zuluaga. Així van publicar un EP titulat Join The Fight amb el segell discogràfic californià New Beginning el 1986, abans de canviar el nom a Bold. Ja amb aquest nom van enregistrar Speak Out. El disc havia de publicar-lo el segell WishingWell Records, però finalment ho feu Revelation Records el 1988.
Més tard Tom Capone (Beyond/Shelter/Quicksand) es va incorporar al grup i van enregistrar un EP homònim el 1989, també a Revelation Records. Aquest treball és considerat per molts el seu millor disc, afegint més melodia al so del seu hardcore honest. Fou reeditat l'any 1993 amb 2 cançons extra.
Bold va tornar el 2005 amb Warnke de cantant, Capone de guitarra, Brooks al baix i Vinny Panza a la bateria. John Porcelly s'hi va unir com a segon guitarra. Amb motiu de la reunió, Revelation Records va publicar un CD retrospectiu The Search: 1985-1989, el qual conté la discografia sencera del grup.
Warnke i Porcelly van plegar el 2006. Les gravacions posteriors del grup, tot i que presumptament acabades, encara no han vist la llum. Una gira europea amb membres de substitució va ser plantejada per a l'estiu de 2007, però va quedar en res.
El juny de 2012, Bold va tocar a les festes del 25è Aniversari de Revelation Records a la sala The Glass House de Pomona, i a l'Irving Plaza de Nova York, amb Gorilla Biscuits i Sick of It All. Bold va tocar també al festival This is Hardcore el 2014.

## Discografia
- 1988: Speak Out (Revelation Records)
- 1989: S/T (Revelation Records)
- 1993: Looking Back (Revelation Records)
- 2005: The Search: 1985-1989 (Revelation Records)